# Трамвайный музей (Стокгольм)
Трамвайный музей (швед. Spårvägsmuseet) — транспортный музей в Стокгольме (Швеция), представляющий историю общественного транспорта Стокгольма с 1650-х годов до наших дней. Управляется муниципальной компанией Storstockholms Lokaltrafik. Музейная экспозиция охватывает современный и будущий общественный транспорт в столичном регионе, а также водный транспорт в этом районе. При музее также есть библиотека, архив и кафе. Ранее музей располагался в районе Сёдермальм. В 2017 году он был закрыт и вновь открылся в мае 2022 года в здании бывшего газового завода в районе Эстермальм.

## История
Менеджер трамвайного управления Эрнст Йорцберг начал собирать экспонаты на рубеже XIX века, когда конки ещё курсировали по улицам Стокгольма. Небольшой частный музей находился в штаб-квартире компании на улице Тегнергатан. Среди первых сохранившихся транспортных средств была конка № 12, один из первых трамваев в Швеции.
В 1944 году музей был открыт для публики на улице Тулегатан, рядом со старым трамвайным депо. В 1964 году музей был перенесён на станцию метро «Оденплан», где конка № 12 была выставлена на платформе, но из-за ограниченного пространства она не могла вместить все экспонаты.
В 1990 году Музей конных перевозок переехал в более подходящее место по адресу Тегельвиксгатан, 22, на первом этаже трамвайно-автобусного депо Сёдердепан в Сёдермальме. Значительная часть коллекции стала доступна публике, а среди достопримечательностей было мини-метро для детей.
10 сентября 2017 года площадка в Сёдермальме была закрыта в связи с запланированным сносом и реконструкцией депо Сёдердепан. Новое место, открытие которого изначально планировалось на 2020 год, но было отложено до мая 2022 года, — здание № 9 бывшего газового завода Värtagasverket. Здание 1893 года постройки было спроектировано Фердинандом Бобергом и использовалось как газоочистная установка.

## Экспозиция
Коллекция музея включает около 60 экспонатов: трамваев, автобусов, троллейбусов, вагонов пригородной железной дороги и метро, большинство из которых находятся на территории нынешнего музея. Другие находятся на линиях Lidingöbanan, Roslagsbanan, Saltsjöbanan, в метрополитене, где они работают во время специальных мероприятий, а также на линии Djurgård. В коллекции музея также представлены обширный архив чертежей, фотоколлекция и справочная библиотека.
Постоянная экспозиция транспортных средств и предметов иллюстрирует историю общественного транспорта. Старейшим транспортным средством в коллекции является конный омнибус, так называемый Wurst, вероятно, построенный в 1840-х годах. Вероятно, это старейший сохранившийся вид общественного транспорта в Швеции. Помимо конки № 12 компании Nya Spårvägsaktiebolag, ещё одной жемчужиной коллекции является электрический трамвай № 14 компании Stockholms Södra Spårvägsaktiebolags (Стокгольмская компания южных железных дорог), построенный в 1901 году.

## Галерея

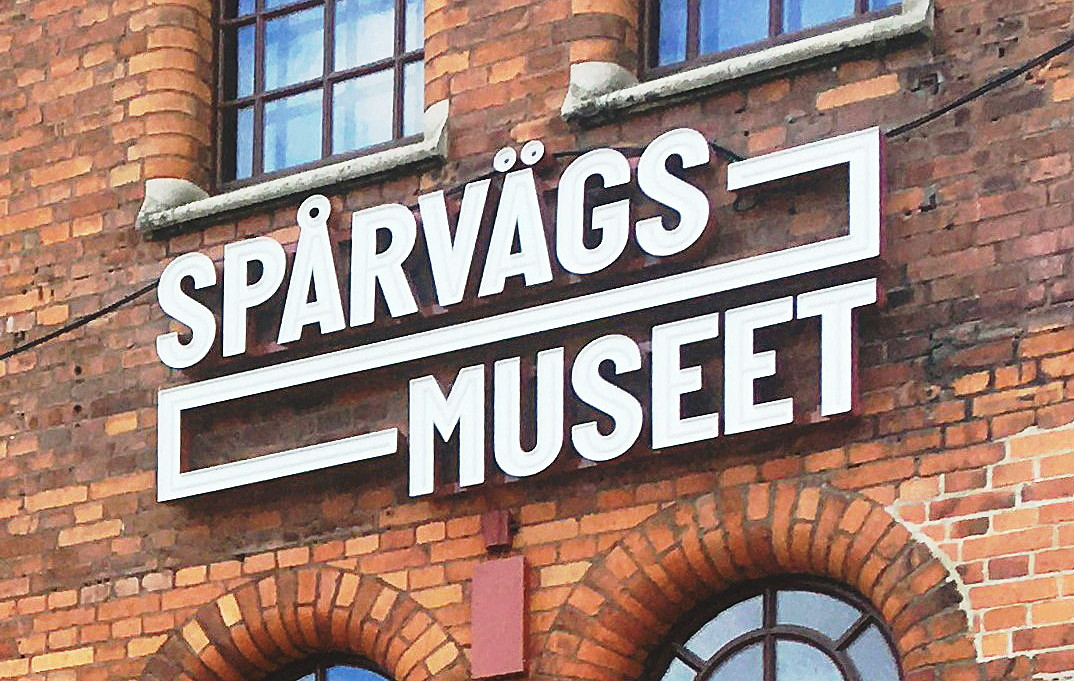
Вывеска музея
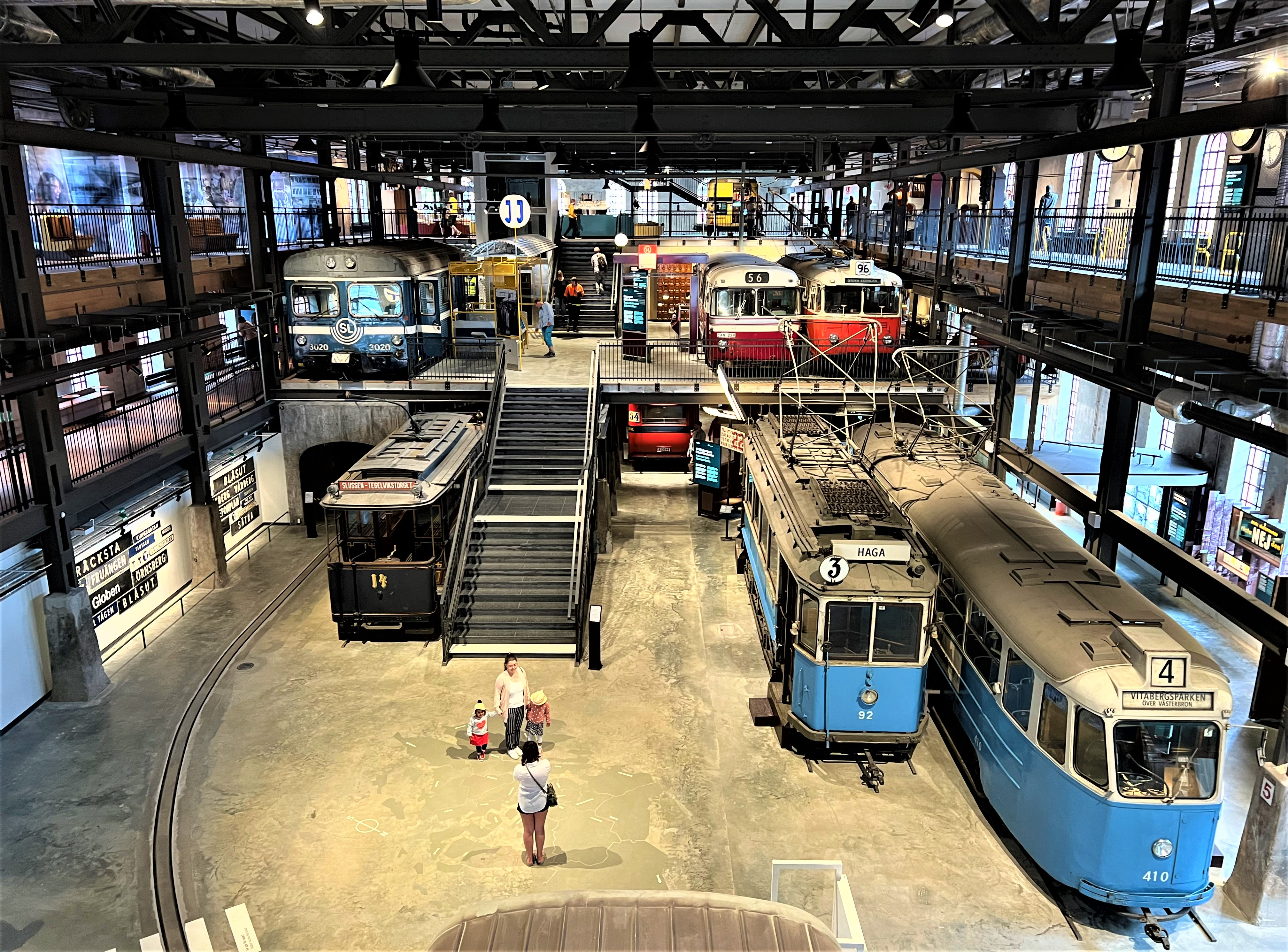
Общий вид экспозиции
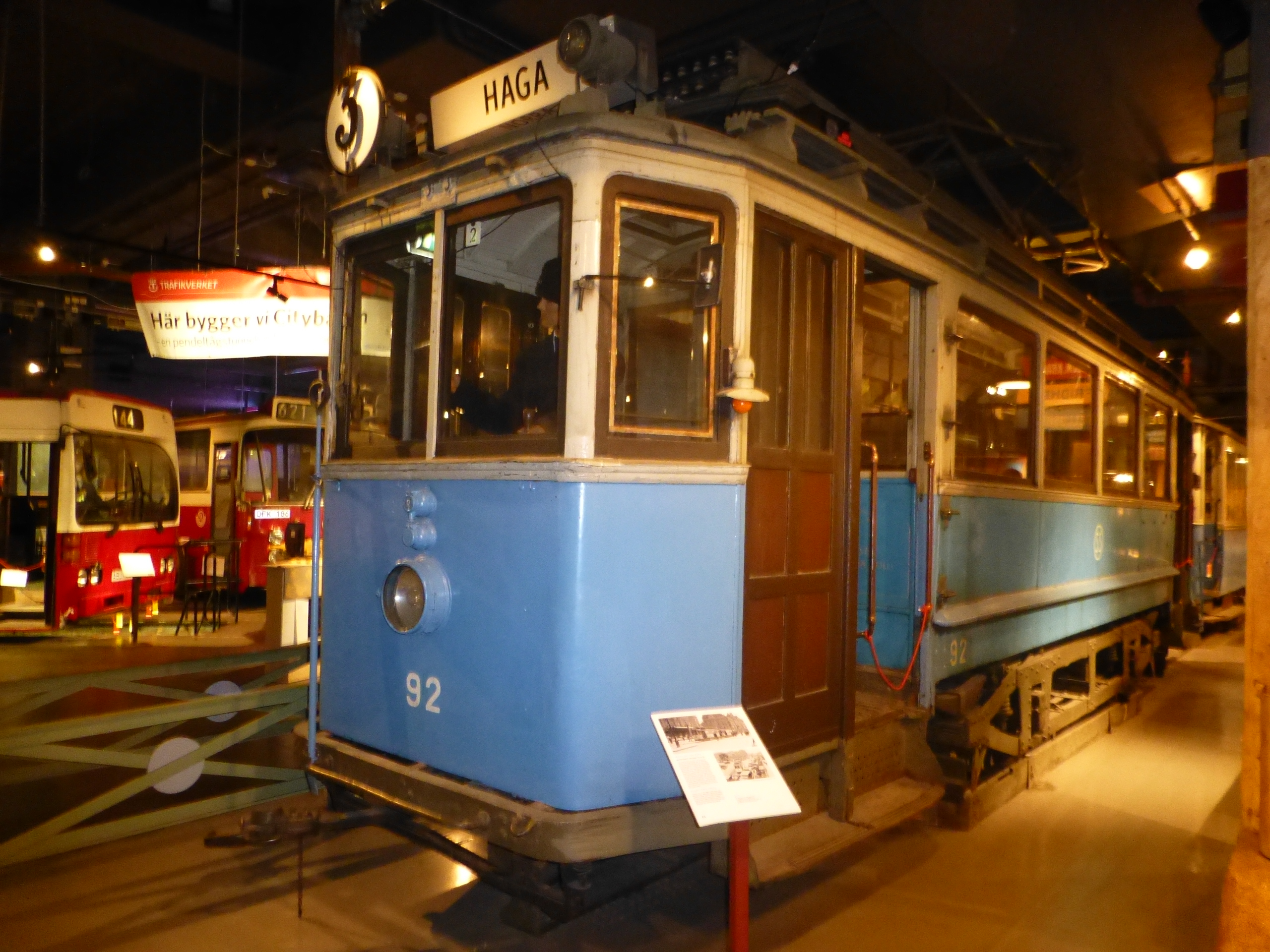
Трамвай SS A1 92 (1904)
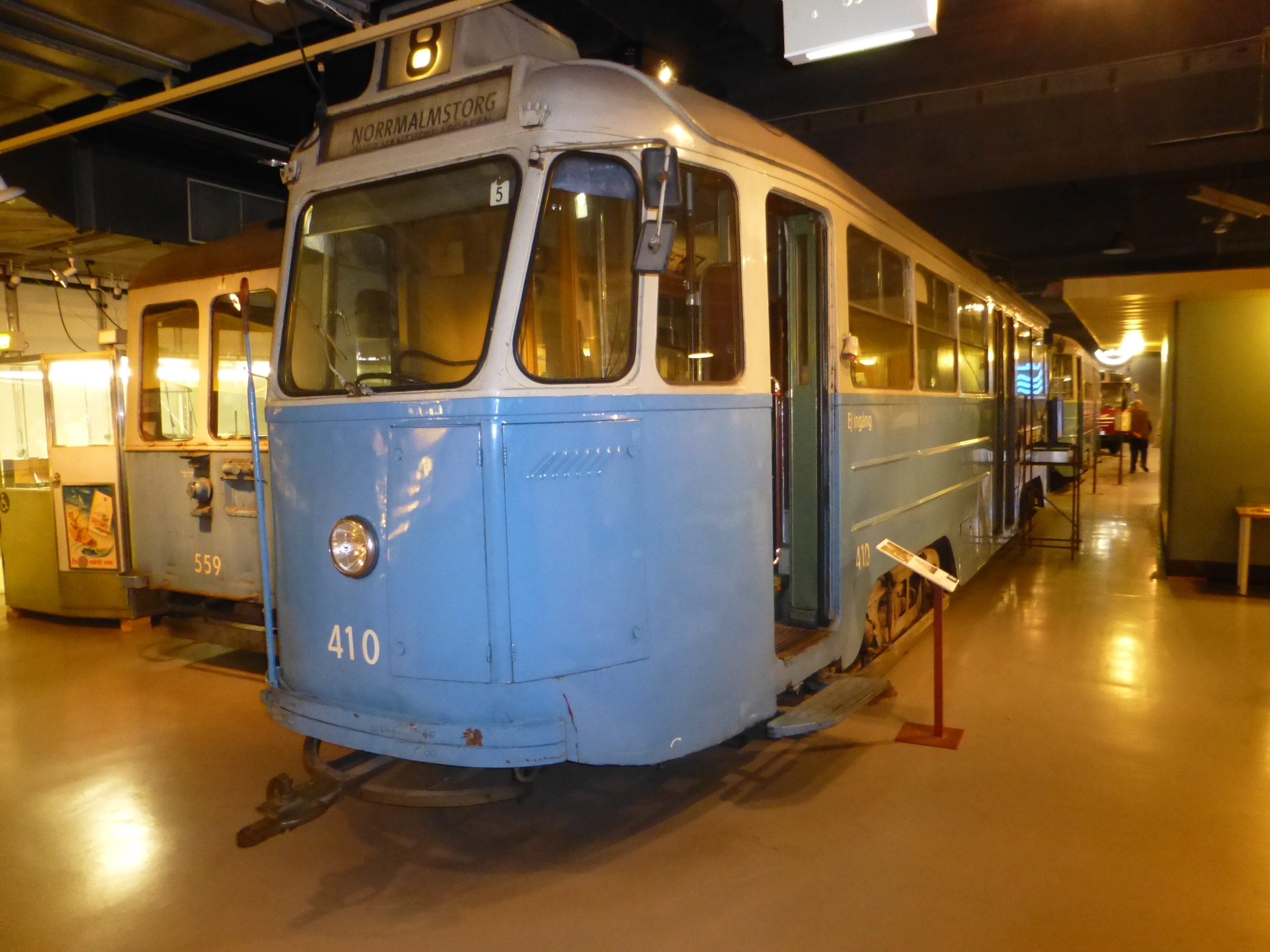
Трамвай SS A25 410 (1946)
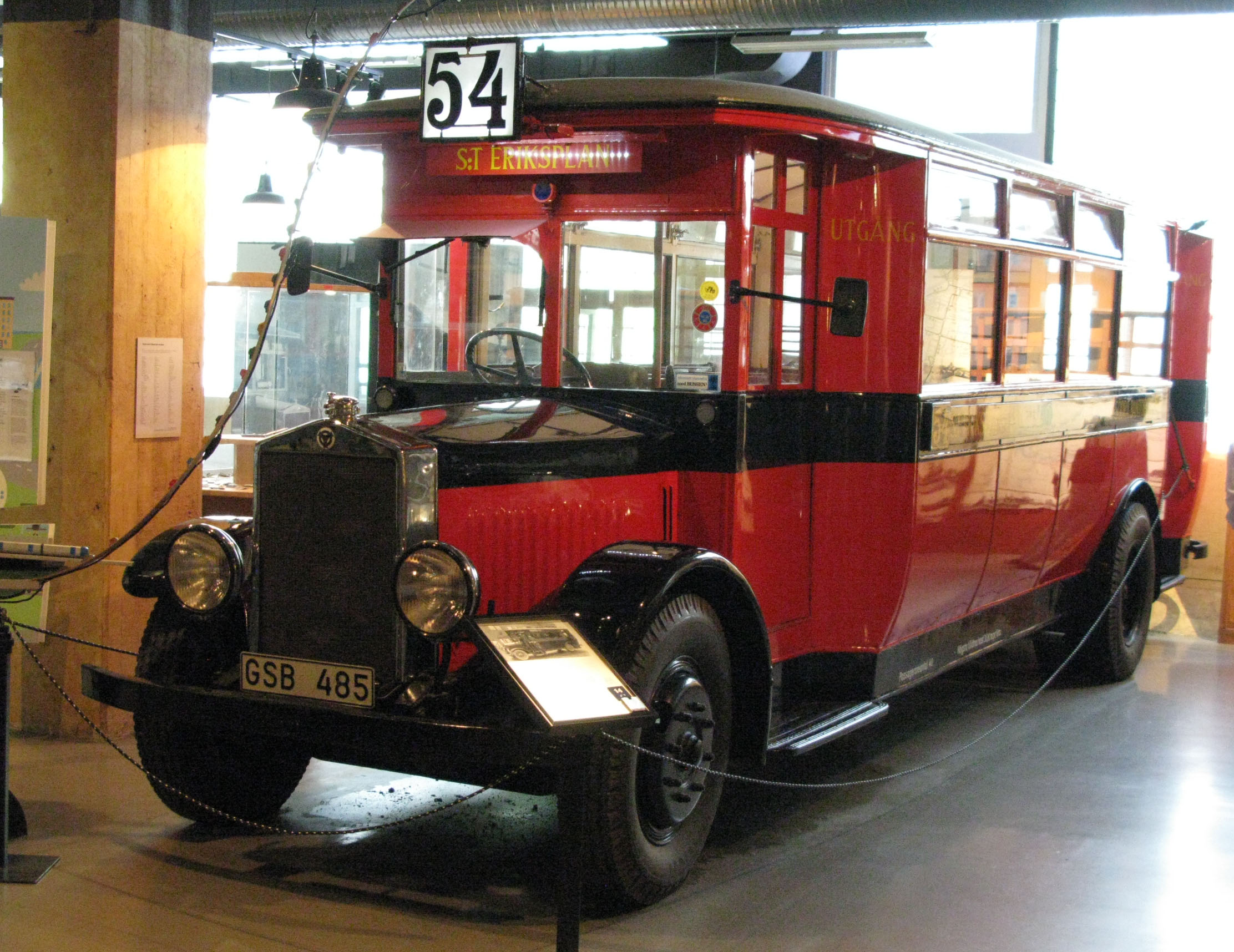
Автобус Scania-Vabis 8406 (1928)
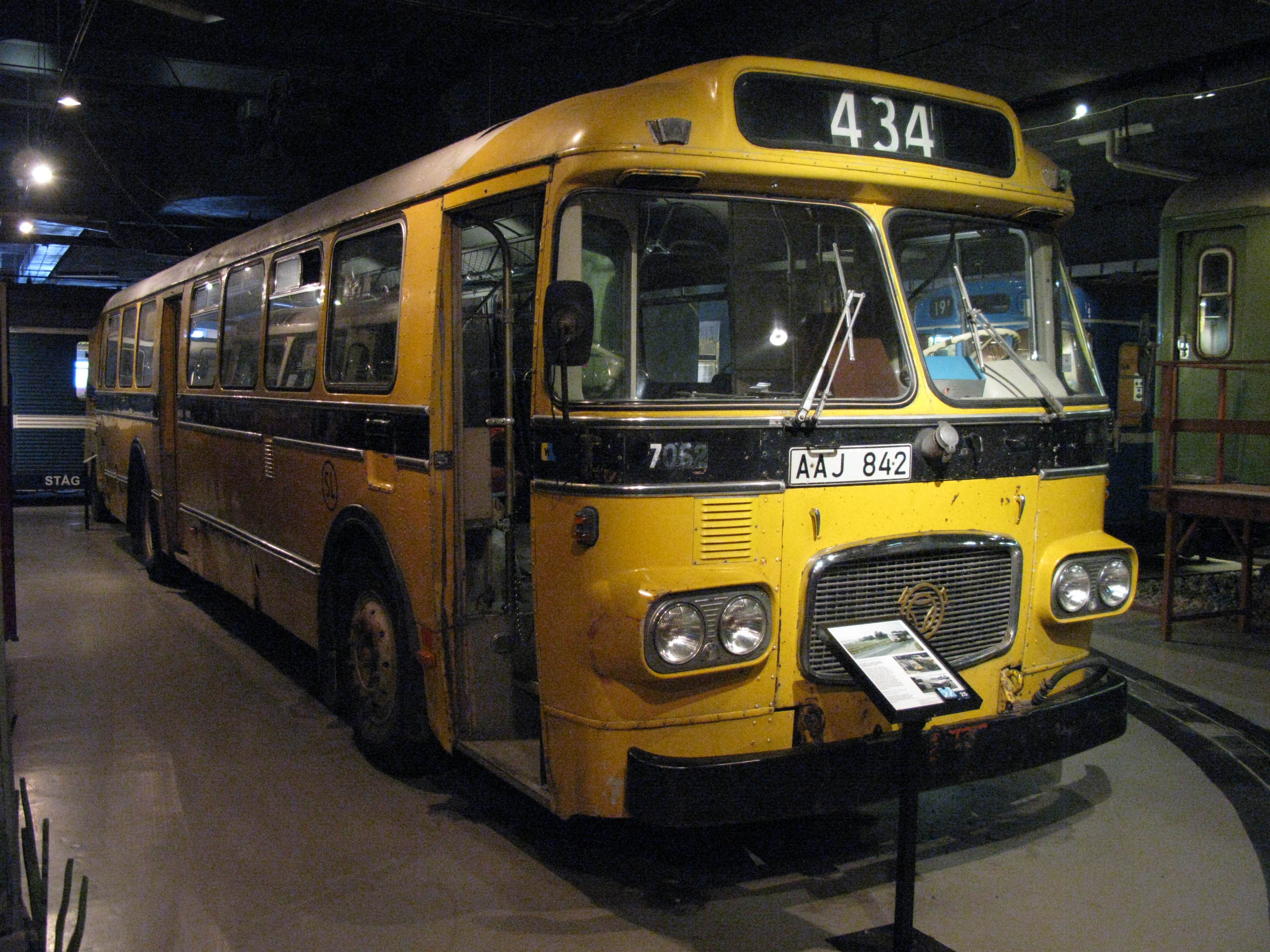
Автобус Scania-Vabis CF76 (1966)